# West Whittier-Los Nietos (Kalifornija)
West Whittier-Los Nietos je naseljeno područje za statističke svrhe u američkoj saveznoj državi Kalifornija. Prema popisu stanovništva iz 2010. u njemu je živjelo 25.540 stanovnika.